# Chaffee (Missouri)
Chaffee – miasto w Stanach Zjednoczonych, w stanie Missouri, w hrabstwie Scott.